# Neve McIntosh
Neve McIntosh, (nacida Carol McIntosh en Paisley el 9 de abril de 1972), es una actriz escocesa.

## Primeros años
Nacida en Paisley, Escocia, Neve McIntosh (también conocida como Carol White) creció en Edimburgo, donde asistió a la Boroughmuir High School. Fue miembro del Edinburgh Youth Theatre a finales de los ochenta, apareciendo en Mother Goose y Doctor in the House. Después se mudó a Glasgow para asistir a la Royal Scottish Academy of Music and Drama, tras la cual perteneció a compañías de repertorio en Perth y al Little Theatre para Isle of Mull.

## Carrera

### Teatro
Después apareció en una producción teatral de Glasgow de The Trick is to Keep Breathing. Apareció en la producción de la Royal Shakespeare Company de Grandes esperanzas de Dickens en Stratford, e hizo el papel de Portia en la obra de Shakespeare El mercader de Venecia, en el Liceo de Edimburgo. En el verano de 2009, apareció en la obra de Sylvia Plath Tres mujeres en el Edinburgh Festival. En febrero de 2010, apareció como la protagonista Catherine de la obra Proof en el Perth Theatre. También apareció en El sabueso de los Baskervilles como la Srta. Stapleton. En septiembre de 2011 interpretó a Goneril en la producción de El Rey Lear en la West Yorkshire Playhouse.

### Cine
Apareció en la primera película del director estadounidense Mark L. Feinsod, Love And Lung Cancer. Además de en su trabajo televisivo, apareció en las películas Gypsy Woman y One Last Chance. En 2008 y 2009 apareció en varias obras como Salvage, Spring 1941 (junto a Joseph Fiennes) y la premiada Be All and End All.

### Televisión
McIntosh es conocida por sus interpretaciones de Beryl Stapleton en la versión de 2002 de la BBC de El sabueso de los Baskervilles, y de Fuchsia en la producción de la BBC y WGBH Boston de Gormenghast, una miniserie basada en los dos primeros libros de la trilogía de Mervyn Peake. También hizo el papel principal en Lady Audley's Secreat. Apareció en la primera producción de British Sky Broadcastind de la precuela de Doc Martin, como una viajera solitaria con un hijo asmático. En 2004, McIntosh protagonizó Bodies, una serie de médicos de BBC Three. También apareció en otras series dramáticas, incluyendo Psychos, Ghost Squad, Marple, Murder City, Bodies-2 y Low Winter Sun. Fue durante la producción de Psychos cuando conoció al cámara Xandy Sahla, que sería su marido hasta que se divorciaron en 2009. También grabó un episodio de Law & Order: UK.
En mayo de 2010, McIntosh apareció en dos episodios de la temporada de 2010 de Doctor Who junto a Matt Smith. Interpretó a dos hermanas Silurian que habían sido molestadas bajo tierra, una capturada por humanos y la otra clamando venganza. En octubre de 2010 protagonizó junto a David Tennant Single Father, un drama de la BBC. Interpretó el papel de Anna, la hermana de la mujer muerta del personaje de Tennant (Dave).
McIntosh regresó como un nuevo personaje Silurian, Madame Vastra, en la sexta temporada de Doctor Who, en el episodio Un hombre bueno va a la guerra, el 4 de junio de 2011. El personaje es una espadachina luchadora contra el crimen de la era victoriana, y una vieja amiga del Doctor.
En junio de 2011, McIntosh apareció en la serie Case Histories como Joanna Hanter. También participó en la segunda temporada de la serie de BBC Three Lip Service, como el interés romántico de uno de los protagonistas, Sadie.
McIntosh regresó de nuevo a Doctor Who como Madame Vastra en el especial navideño de 2012, Los hombres de nieve, apareciendo a partir de ahí como personaje recurrente en el resto de la temporada, en los episodios El horror escarlata y El nombre del Doctor, siempre con su mujer Jenny Flint y Strax, un antiguo enfermero Sontaran, que forman un equipo de investigación. Aunque la química entre Vastra y su doncella Jenny ya se sugirió en Un hombre bueno va a la guerra, en estos episodios ya se mencionó explícitamente que Vastra y Jenny están casadas.

## Vida personal
McIntosh estaba casada con el cámara Alex Sahle, a quien conoció mientras rodaba Psychos. Se divorciaron en 2009.